# Chiesa di San Giulio (Barlassina)
La chiesa arcipretale di San Giulio è la parrocchiale di Barlassina, in provincia di Monza e Brianza ed arcidiocesi di Milano; fa parte del decanato di Seregno-Seveso.

## Storia
La prima citazione di una chiesetta a Barlassina è da ricercare nel Liber Notitiae Sanctorum Mediolani, scritto da Goffredo da Bussero sul finire del XIII secolo, in cui si legge che essa dipendeva dalla pieve di Seveso.
Dalla relazione della visita del 1567 di padre Leonetto da Clivone si apprende che la cappella versava in condizioni non buone; la descrizione dell'edificio riporta che esso si componeva di tre campate, che era chiuso dell'abside semicircolare e che l'unica campana era alloggiata sopra un pilastro.
Nel 1581 l'arcivescovo Carlo Borromeo trovò che la situazione era leggermente migliore, dato che era stata realizzata una nuova struttura per sostenere le due campane.
La chiesa venne interessata da un intervento di rifacimento nel 1612, condotto su disegno di Ercole Turati.
L'arcivescovo Giuseppe Pozzobonelli, compiendo la sua visita, nel 1762 annotò che nella parrocchiale avevano sede le due confraternite del Santissimo Sacramento e Beata Vergine della Sacra Cintura e della Santissima Croce e che i fedeli ammontavano a 450; questi ultimi risultavano saliti a 506 nel 1780.
Grazie agli atti relativi alla visita pastorale del 1900 dell'arcivescovo Andrea Carlo Ferrari si conosce che la parrocchiale, avente come filiali i due oratori di San Carlo e della Beata Vergine Immacolata, era sede della confraternita del Santissimo Sacramento e che il numero dei fedeli era pari a 1270.
Il campanile fu eretto nel 1905 e tra il 1931 e il 1933 la chiesa venne ampliata a causa dell'aumento della popolazione locale; l'edificio fu restaurato a più riprese nei primi anni 2000.

## Descrizione

### Facciata
La facciata a salienti della chiesa, rivolta a sudovest e anticipata dal protiro le cui colonne sorreggono archi a tutto sesto, è scandita da lesene, presenta al centro il portale d'ingresso e sopra un finestrone e due specchiature ed è coronata dal timpano triangolare.
Annesso alla parrocchiale è il campanile a base quadrata, abbellito da lesene angolari; la cella presenta una monofora per lato ed è coronata dalla guglia piramidale.

### Interno
L'interno dell'edificio si compone di un'unica navata, sulla quale si affacciano le cappelle laterali e che termina in una sala di forma ottagonale coperta da una cupola; al termine dell'aula si sviluppa il presbiterio, chiuso dall'abside semicircolare.
L'opera di maggior pregio qui conservata è l'affresco che ritrae la Madonna col Bambino assieme ai santi Giovanni Battista e Antonio abate, Lorenzo e Martino, eseguito da Bernardino Luini nel XVI secolo.